# Justicia ephemera
Justicia ephemera är en akantusväxtart som beskrevs av Emery Clarence Leonard. Justicia ephemera ingår i släktet Justicia och familjen akantusväxter. Inga underarter finns listade i Catalogue of Life.